# Stephan Münchmeyer
Stephan Münchmeyer (ur. 11 stycznia 1980 r. w Suhl) – niemiecki narciarz, specjalista kombinacji norweskiej, zwycięzca Pucharu Kontynentalnego.

## Kariera
Po raz pierwszy na arenie międzynarodowej Stephan Münchmeyer pojawił się 26 sierpnia 2000 roku, kiedy wystartował w zawodach Letniego Grand Prix w kombinacji norweskiej w Klingenthal. Zajął wtedy 40. miejsce w konkursie rozgrywanym metodą Gundersena. W tej edycji LGP nie został sklasyfikowany. Najlepsze wyniki osiągnął w LGP 2005, którą ukończył na 17. pozycji.
W Pucharze Świata zadebiutował 29 grudnia 2001 roku w Oberwiesenthal, gdzie zajął 26. miejsce w sprincie. Tym samym już w swoim debiucie zdobył pierwsze pucharowe punkty. W klasyfikacji generalnej sezonu 2001/2002 zajął ostatecznie 39. pozycję. Był to najlepszy sezon Münchmeyera w Pucharze Świata. Niemiec nigdy nie stanął na podium zawodów tego cyklu.
Równocześnie ze startami w Pucharze Świata Münchmeyer występował w Pucharze Świata B (obecnie Puchar Kontynentalny). W zawodach tego cyklu odnosił większe sukcesy, zwyciężając w sezonie 2004/2005, a rok później był drugi w klasyfikacji generalnej. W konkursach PK trzynastokrotnie stawał na podium, przy czym trzykrotnie zwyciężał.
W 2006 roku zakończył karierę.

## Osiągnięcia

### Puchar Świata

#### Miejsca w klasyfikacji generalnej
- sezon 2001/2002: 39.
- sezon 2002/2003: -
- sezon 2003/2004: 47.
- sezon 2004/2005: 42.
- sezon 2005/2006: 43.

#### Miejsca na podium chronologicznie
Münchmeyer nie stał na podium indywidualnych zawodów Pucharu Świata.

### Puchar Kontynentalny

#### Miejsca w klasyfikacji generalnej
- sezon 1998/1999: 38.
- sezon 1999/2000: 44.
- sezon 2002/2003: 12.
- sezon 2003/2004: 7.
- sezon 2004/2005: 1.
- sezon 2005/2006: 2.

#### Miejsca na podium chronologicznie
| Nr  | Data             | Miejscowość    | Konkurencja           | Wynik zwycięzcy | Pozycja | Strata  | Zwycięzca             |
| --- | ---------------- | -------------- | --------------------- | --------------- | ------- | ------- | --------------------- |
| 1.  | 5 grudnia 2001   | Taivalkoski    | Sprint K90/7.5 km     | ?               | 2.      | +1.6 s  | Antti Kuisma          |
| 2.  | 8 grudnia 2001   | Bardu          | Gundersen K90/15 km   | ?               | 2.      | +26.7 s | Petr Šmejc            |
| 3.  | 7 stycznia 2003  | Štrbské Pleso  | Sprint K90/7.5 km     | ?               | 3.      | +8.0 s  | Frédéric Baud         |
| 4.  | 19 stycznia 2003 | Oberwiesenthal | Gundersen HS100/15 km | ?               | 3.      | +2.0 s  | Frédéric Baud         |
| 5.  | 5 grudnia 2003   | Rovaniemi      | Sprint K90/7.5 km     | ?               | 3.      | +12.0 s | Tino Edelmann         |
| 6.  | 20 grudnia 2003  | Ruhpolding     | Sprint K115/7.5 km    | ?               | 3.      | +10.8 s | Ivan Rieder           |
| 7.  | 8 stycznia 2005  | Pragelato      | Gundersen HS140/15 km | ?               | 1.      | -       | -                     |
| 8.  | 5 marca 2005     | Høydalsmo      | Gundersen HS90/15 km  | ?               | 3.      | +1.0 s  | Marcel Höhlig         |
| 9.  | 13 marca 2005    | Høydalsmo      | Sprint HS90/7.5 km    | ?               | 1.      | -       | -                     |
| 10. | 12 marca 2005    | Vuokatti       | Sprint HS100/7.5 km   | ?               | 3.      | +42.3 s | Marcel Höhlig         |
| 11. | 13 marca 2005    | Vuokatti       | Sprint HS100/7.5 km   | ?               | 1.      | -       | -                     |
| 12. | 28 stycznia 2006 | Karpacz        | Sprint HS94/7.5 km    | ?               | 3.      | +8.7 s  | Ronny Heer            |
| 13. | 17 marca 2006    | Mo i Rana      | Sprint HS96/7.5 km    | ?               | 2.      | +14.0 s | Torkild Rasmussen Aam |

### Letnie Grand Prix

#### Miejsca w klasyfikacji generalnej
- 1999: 29.
- 2002: 21.
- 2005: 17.

#### Miejsca na podium chronologicznie
Münchmeyer nie stał na podium indywidualnych zawodów LGP.